# 1991 na arte

## Nascimentos
| Data | Nome | Profissão | Nacionalidade | Observações | Ref |
| ---- | ---- | --------- | ------------- | ----------- | --- |

## Mortes
| Data            | Nome                                 | Profissão                               | Nacionalidade  | Observações | Ref |
| --------------- | ------------------------------------ | --------------------------------------- | -------------- | ----------- | --- |
| 9 de janeiro    | Antonio León Ortega                  | escultor                                | Espanha        | n. 1907     |     |
| 10 de fevereiro | Euclides Vaz                         | escultor                                | Portugal       | n. 1916     |     |
| 13 de fevereiro | Arno Breker                          | escultor                                | Alemanha       | n. 1900     |     |
| 1 de abril      | Martha Graham                        | dançarina e coreógrafa                  | Estados Unidos | n. 1894     |     |
| 16 de julho     | Robert Motherwell                    | pintor                                  | Estados Unidos | n. 1915     |     |
| 21 de agosto    | Eduardo Tavares                      | escultor                                | Portugal       | n. 1918     |     |
| 24 de setembro  | Theodor Seuss Geisel                 | escritor, cartunista e humorista        | Estados Unidos | n. 1904     |     |
| 4 de dezembro   | Moysés Baumstein                     | hológrafo, artista plástico             | Brasil         | n 1931      |     |
| ??              | Joaquim Ros i Bofarull               | escultor                                | Espanha        | n. 1906     |     |
| ??              | António Fernando dos Santos (Tóssan) | pintor, ilustrador, decorador e gráfico | Portugal       | n. 1918     |     |

## Prémios
- Prémio Príncipe das Astúrias das Artes - Alfredo Kraus, Josep Carreras, Teresa Berganza, Pilar Lorengar, Plácido Domingo, Montserrat Caballé e Victoria de los Angeles[1]
- Prémio Pritzker - Robert Venturi[2]
- Prémio Valmor e Municipal de Arquitectura 1991 - Manuel Tainha[3].